# Lundhagsbadet
Lundhagsbadet este o arie protejată (arie specială de conservare — SAC, sit de importanță comunitară — SCI) din Suedia întinsă pe o suprafață de 0,22 ha, integral pe uscat.

## Localizare
Centrul sitului Lundhagsbadet este situat la coordonatele 59°16′06″N 17°48′15″E / 59.2683°N 17.8043°E.

## Înființare
Situl Lundhagsbadet a fost declarat sit de importanță comunitară în mai 2006 pentru a proteja 1 specie de plante. Situl a fost protejat și ca arie specială de conservare în ianuarie 2014.

## Biodiversitate
Situată în ecoregiunea boreală, aria protejată nu include niciun habitat protejat.
La baza desemnării sitului se află o specie protejată de  plante: Alisma wahlenbergii.